# San Pietro in Lama
San Pietro in Lama est une commune italienne de la province de Lecce, dans la région des Pouilles.

## Histoire
De 1816 à 1865, la commune s'est appelée officiellement Lama.

## Administration
| Période                                  | Période | Identité        | Étiquette | Qualité |
| ---------------------------------------- | ------- | --------------- | --------- | ------- |
|                                          |         | Salvatore Tondo |           |         |
| Les données manquantes sont à compléter. |         |                 |           |         |

### Communes limitrophes
Copertino, Lequile, Monteroni di Lecce.